# 템플릿 (C++)
템플릿(template)은 C++ 프로그래밍 언어의 한 기능으로, 함수와 클래스가 제네릭 형과 동작할 수 있게 도와준다. 함수나 클래스를 개별적으로 다시 작성하지 않고도 각기 다른 수많은 자료형에서 동작할 수 있게 한다. 이는 튜링 완전 언어로 볼 수 있다.
템플릿은 C++에서 프로그래머들에게 유용한데, 특히 다중 상속과 연산자 오버로딩과 결합할 때 그러하다. C++ 표준 라이브러리는 연결된 템플릿의 프레임워크 안에서 수많은 유용한 함수들을 제공한다.
C++ 템플릿은 CLU가 제공하는 매개변수 형태의 모듈과 에이다가 제공하는 제네릭에 영향을 받았다.

## 개괄
템플릿의 종류는 함수 템플릿과 클래스 템플릿의 두 가지가 있다. C++14부터는 세번째 템플릿으로 변수 템플릿이 있다.

### 함수 템플릿
여러 다른 자료형(int, long, float, double, class... )을 템플릿 인자 ('<...>' 안에 들어가는)로 받아, 함수 내부에서 활용할 수 있도록 한 것이다. 다시 말하면, 여러 다른 자료형에 대하여 같은 역할을 하는 하나의 함수 계열을 하나의 템플릿으로 표현할 수 있다는 점이다. 형태는 아래와 같다.
```
template
 
<
class
 
identifier
>
 
function_declaration
;

template
 
<
typename
 
identifier
>
 
function_declaration
;

```

두 표현 모두 같은 의미와 같은 행동을 하도록 되어있다. 다시 말해서 템플릿 안에 들어있는 class 키워드와 typename 키워드는 동일한 의미이다. typename 키워드는 클래스를 생성할 때 활용하는 class 키워드와 혼동되지 않도록 나중에 추가된 키워드이다.
예를 들면, C++ STL에 두 값 중에 더 큰 값을 구하는 max(x,y) 함수가 있다. max(x,y) 함수는 아래와 같이 정의될 수 있다.
```
template
 
<
typename
 
Type
>

Type
 
max
(
Type
 
a
,
 
Type
 
b
)
 
{

    
return
 
a
 
>
 
b
 
?
 
a
 
:
 
b
;

}

```

위에 정의된 하나의 함수가, 여러 가지 다른 형태의 자료형(int, double, float)에 대하여 동작을 하게 된다.
템플릿이 아니라 오버로딩으로 구현하고자 했다면 아래와 같이 각각의 변수형에 대해 각각의 함수를 정의해 주어야 한다.
```
int
 
max
(
int
 
a
,
 
int
 
b
)
 
{

    
return
 
a
 
>
 
b
 
?
 
a
 
:
 
b
;

}

double
 
max
(
double
 
a
,
 
double
 
b
)
 
{

    
return
 
a
 
>
 
b
 
?
 
a
 
:
 
b
;

}

float
 
...

long
 
....

```

컴파일 과정 중에 해당 함수가 어떤 자료형으로 호출이 될지 결정이 될 때 실제 함수가 생성이 되도록 되어 있다.
```
#include
 
<iostream>

int
 
main
()

{

  
// This will call max <int> (by argument deduction)

  
std
::
cout
 
<<
 
max
(
3
,
 
7
)
 
<<
 
std
::
endl
;

  
// This will call max<double> (by argument deduction)

  
std
::
cout
 
<<
 
max
(
3.0
,
 
7.0
)
 
<<
 
std
::
endl
;

  
// This type is ambiguous, so explicitly instantiate max<double>

  
std
::
cout
 
<<
 
max
<
double
>
(
3
,
 
7.0
)
 
<<
 
std
::
endl
;

  
return
 
0
;

}

```

앞 두 형태의 경우 컴파일러는 들어오는 자료 형태를 각각 int와 double로 추론한다. 세 번째 형태는 컴파일러가 추론에 실패한다. 왜냐하면 인자로 넘어오는 두가지 자료형이 정확하게 같다고 정의되어 있기 때문이다. 이럴 경우, 해당 함수 template은 (y < x)를 만족하는, 카피 컨스트럭터 형태의 어떠한 형태로도 인스턴스화 된다. 사용자 정의 타입의 경우에는  < 연산자가 class의 오버로드 적용을 받아 적법할 때 인스턴스화 된다.

### 클래스 템플릿
클래스 템플릿은 클래스를 템플릿 변수에 따라 생성할 수 있게 하는 기능이다. 클래스 템플릿은 컨테이너의 용도로 많이 쓰인다. C++ 표준 라이브러리에는 다수의 템플릿들이 있는데, 벡터와 같은 컨테이너들은 표준 템플릿 라이브러리로부터 유래했다.
이렇게 Type마다 하나의 함수를 추가하여야 했을 것이다.

## 같이 보기
- 템플릿 메타프로그래밍
- 메타프로그래밍
- 제네릭 프로그래밍
- SFINAE